# Rasmus Lerdorf
Rasmus Lerdorf (Qeqertarsuaq, 22 de novembro de 1968) é um programador canadiano-dinamarquês. Ele é o autor da primeira versão da linguagem de programação PHP. Lerdorf foi co-autor das versões seguintes do PHP, juntamente com os israelitas fundadores da Zend Technologies, Andi Gutmans e Zeev Suraski. Trabalhou de Setembro de 2002 a novembro de 2009 para a Yahoo!. Em 2012 anunciou no Twitter que iria começar a trabalhar na Etsy.

## Carreira
De setembro de 2002 a novembro de 2009, Lerdorf trabalhou no  Yahoo! Inc. como engenheiro de arquitetura de infraestrutura. Em 2010, ele se juntou ao WePay para desenvolver sua interface de programação de aplicativos. Ao longo de 2011, ele foi consultor itinerante para startups. Em 22 de fevereiro de 2012, ele anunciou no Twitter que havia se juntado ao Etsy. Em julho de 2013, Lerdorf ingressou no Jelastic como consultor sênior para ajudá-los na criação de novas tecnologias.

## Prêmios
Em 2003, ele foi nomeado para o MIT Technology Review TR100 como um dos 100 maiores inovadores com menos de 35 anos.